# DoDonpachi
DoDonPachi (jap. 怒首領蜂) ist ein 2D-Shoot-’em-up-Videospiel der Firma Atlus, das von CAVE für Arcade-Automaten sowie Saturn und PlayStation entwickelt wurde. Es handelt sich um den Nachfolger von DonPachi, welches als eines der ersten Bullet-Hell-Shooter gilt. DoDonPachi ist Teil der DonPachi-Serie, die aus weiteren Nachfolgespielen besteht: DoDonPachi II: Bee Storm (2001), DoDonPachi DaiOuJou (2002), DoDonPachi DaiFukkatsu (bekannt als DoDonPachi Resurrection, 2008) sowie DoDonPachi SaiDaiOuJou (2012).

## Spielprinzip
DoDonPachi spielt sich wie schon sein Vorgänger wie ein typisches vertikal-scrollendes Shoot ’em up: Der Spieler steuert ein kleines Raumschiff, mit dem er sich der zahllosen Feinde erwehren muss, die im Laufe des Spieles auf ihn zufliegen. Die anfangs spärliche Bewaffnung des Raumschiffs lässt sich durch aufsammelbare Upgrades im Laufe des Spiels verbessern. Dies ist angesichts der zahllosen Gegner auch dringend nötig, da ihr Feuer gegen Ende nahezu den gesamten Bildschirm füllt. Zusätzlich steht dem Spieler noch eine begrenzte Anzahl Smartbombs zur Verfügung, mit deren Hilfe sich der ganze Bildschirm mit einem Schlag von Gegnern säubern lässt. Am Ende der Level wartet stets ein gigantischer Bossgegner, dessen man nur mit viel Taktik Herr werden kann.